# Сан-Жерониму (Риу-Гранди-ду-Сул)
Сан-Жерониму (порт. São Jerônimo) — муниципалитет в Бразилии, входящий в штат Риу-Гранди-ду-Сул. Составная часть мезорегиона Агломерация Порту-Алегри. Входит в экономико-статистический микрорегион Сан-Жерониму. По состоянию на 2006 год население составляет 20 022 человека. Занимает площадь 937,049 км². Плотность населения — 21,4 чел./км².

## История
Муниципалитет основан 3 декабря 1860 года.

## Статистика
- Валовой внутренний продукт на 2003 год составляет 151 768 619,00 реалов (данные: Бразильский институт географии и статистики).
- Валовой внутренний продукт на душу населения на 2003 год составляет 7 534,93 реалов (данные: Бразильский институт географии и статистики).
- Индекс развития человеческого потенциала на 2000 год составляет 0,790 (данные: Программа развития ООН).